# ポラリス・ホールディングス
ポラリス・ホールディングス株式会社（ぽらりすほーるでぃんぐす、英: Polaris Holdings Co., Ltd.）は1912年（大正元年）創業で、現在は東京都千代田区に本社を置き、ホスピタリティ事業全般（ホテルや不動産など）を行っている企業である。旧商号は価値開発株式会社。

## 概要
独立系の投資運用グループであるスターアジアグループを親会社としており、日本国内でのホテル運営管理及び、新規ホテル開発や不動産仲介を含む不動産業の2本柱をコア事業としている。近年は事業ドメインをホテル運営・開発事業へポートフォリオチェンジしている。2019年7月、新たに不動産事業部を立ち上げ、核事業であるホテル業の店舗数拡大と同時並行で、不動産業にも再度ベクトルを置く。不動産開発及び不動産仲介業務など事業ドメインの拡大を行う組織体制となった。
2008年10月、アメリカ合衆国に本部を置くワールドホテルチェーンであるBest Western.INC.（ベストウェスタン）と、ADO(Area Development Organization)を締結し、日本でのエリアデベロッパーとして日本国内におけるベストウェスタンホテルの開発権を有し、近年は日本国内におけるベストウェスタンブランドのホテル数拡大を積極的に図っている。ベストウェスタンホテルにおける直営店のオペレーションは、連結子会社であるフィーノホテルズ が行っている。その他に東北宮城及び福島エリアにて、中長期滞在可能型ホテルであるバリュー・ザ・ホテルを展開している。2020年11月にオリジナルブランドKOKO HOTELのホテル運営を開始している。
2025年3月現在、
- KOKO HOTEL
- ベストウェスタンホテル
- バリュー・ザ・ホテル
- ホテルウィングインターナショナル
- テンザホテル
- レッド・プラネットホテルズ

上記ホテルを展開している。不動産部門もあり、賃貸や売買、コンサルティングを行っている。

## 沿革
明治から大正時代にかけて富岡製糸場を中心に北関東で盛んだった絹糸の製造を目的として設立された、上毛撚糸株式会社を起源とする。1960年代までは本社のあった群馬県以外に新潟県・福井県などにも工場を構え、製糸業界大手の一角を占めていた。
1970年代に入り繊維業界全体が構造的な不況に突入すると、1973年に子会社として株式会社上毛ハウジングを設立し、不動産業に参入。その後もミンクの養殖、カート場の運営、IT関連事業やセキュリティ関連事業（防犯フィルム販売）など経営の多角化を進めた。一方でいわゆる仕手株としても名前が知られるようになり、1990年代後半には一時古倉義彦率いる投資会社「クレアモントキャピタルホールディング」の傘下に入ったこともある。
その後は不動産業がメインとなり、2006年10月に東京証券取引所における所属業種も「繊維」から「不動産」に変更されたほか、2008年10月には社名を価値開発株式会社に変更し、かつての製糸業時代の名残は消えた。
2008年3月期まで不動産業を主に業績は堅調に推移してきたが、不動産市況の悪化が直撃する形で、2009年3月期連結決算では61億円の純損失を計上。不動産事業を縮小し、ホテルマネジメント事業を拡大する方針を打ち出し、2011年3月期連結決算ではホテル事業が不動産事業の売上を逆転した。同時に、赤字が続いていた創業事業の製糸業から完全に撤退することも発表された。しかし損失幅は縮小したものの、引き続き純損失の計上が続いていた。2012年3月期からは、過去の不動産事業の清算を図る中で、固定資産売却や匿名組合出資の回収不能など特別損失の計上が相次ぎ、再び純損失が拡大した。この結果、2013年3月期連結決算では純資産が6千5百万円にまで落ち込んだ。
これを受けて2013年5月、レンブラントホールディングスなどを割当先とする、債務の株式化を含む第三者割当増資を実施、レンブラントホールディングスが筆頭株主となった。
2014年11月メイン事業のホテル部門は、ベストウェスタンホテル、東北復興支援のバリュー・ザ・ホテル、衣浦グランドホテルの合計3ブランド13ホテルを運営している他、不動産業も手掛けていた。2015年10月には東京証券取引所における所属業種が「不動産」から、「サービス業」に変更されており、上記のような形で所属業種が2度も変更された上場企業は、同じく「繊維→不動産→サービス業」に所属業種が変更されたエコナックホールディングス（旧・日本レース）など、ごく一部しか存在しない。
2018年10月、スターアジアグループとの資本業務提携を行うことを発表し、2018年11月スターアジアグループにより運用されているファンドであるStar Asia Opportunity III LPに対して、第三者割当増資を実施した。同時にそれまで筆頭株主であったレンブラントホールディングスなどからも株式を取得し、価値開発㈱の筆頭株主となった。2019年3月 Star Asia Opportunity III LPに対して第三者割当増資を実施し、Star Asia Opportunity III LPが親会社となった。
2020年10月 - KOKOHOTELを5店舗が稼働開始
2021年5月1日にポラリス・ホールディングス株式会社へ商号を変更した。
2022年 -東証の市場区分の見直しに伴い、市場第2部からスタンダード市場に移行した。
2023年-Red Planet Holdings (Philippines)Limitedの株式を取得し、同社及び同社の子会社12社を子会社化 Red Planet Hotels Manila Corporationの株式を取得し、同社を子会社化した。
2024年-株式会社ミナシアの株式を取得し、同社及び同社の子会社1社を子会社化した。

### 年表
- 1912年（大正元年）9月 - 上毛撚糸株式会社創業。
- 1959年（昭和34年）6月 - 株式を店頭公開。
- 1961年（昭和36年）10月 - 東京証券取引所第2部に上場。
- 2001年（平成13年）5月 - 株式会社上毛に社名変更。
- 2006年（平成18年）10月 - 東京証券取引所の所属業種を「繊維業」から「不動産業」に変更。
- 2008年（平成20年）10月1日 - 価値開発株式会社に社名変更。
- 2008年（平成20年）11月 - ベストウエスタンホテルの日本における ADO(Area Development Organization)を取得し、日本における開発権利を有す。
- 2009年（平成21年）10月 - 本社を群馬県前橋市から東京都千代田区に移転。
- 2014年（平成26年） - プレミアリゾートオペレーションズを子会社化。
- 2015年（平成27年）10月 - 東京証券取引所の所属業種を「不動産業」から「サービス業」に変更。
- 2016年（平成28年）6月 - 2016年3月末時点の株主を対象として、年1回の株主優待制度を新設することを発表。
- 2017年（平成29年）2月 - 2017年3月末時点の株主を対象とする株主優待から、500株以上や5,000株以上の保有者に対する内容の拡張を発表。
- 2018年（平成30年）11月 - Star Asia Opprtunity III LPと資本業務提携を締結。
- 2019年（平成31年）2月 - 2018年3月末時点の株主を対象に実施したものを最後として、株主優待制度を廃止することを発表。
- 2019年（平成31年）3月 - 第三者割当増資に伴う新株発行により、スターアジアグループが親会社となる。
- 2020年（令和2年）9月 - 2020年9月末時点の株主を対象として、3,000株以上の保有者を対象とした株主優待制度を新設することを発表。
- 2021年（令和3年）5月 - ポラリス・ホールディングス株式会社に社名変更。
- 2022年（令和4年）-市場第2部からスタンダード市場に移行。
- 2023年（令和5年）-Red Planet Holdings (Philippines)Limitedの株式を取得し、同社及び同社の子会社12社を子会社化 Red Planet Hotels Manila Corporationの株式を取得し、同社を子会社化。
- 2024年（令和6年）-株式会社ミナシアの株式を取得し、同社及び同社の子会社1社を子会社化。

## 主な子会社
- 株式会社フィーノホテルズ
- 株式会社ココホテルズ
- 株式会社バリュー・ザ・ホテル
- 株式会社ミナシア
- 株式会社ポラリス・アジア
- Red planet Holdings (Philippines) Limited
- Red Planet Hotels Manila Corporation